# Eugène Canneel
Pour les articles homonymes, voir Canneel.
Eugène Canneel, né à  Bruxelles le 18 août 1882 et décédé à Schaerbeek le 21 juillet 1966, était un artiste (principalement sculpteur) bruxellois. Il faisait partie d'une importante famille d'artistes. Son grand-père était le peintre Théodore Joseph Canneel. Son père et ses enfants étaient également artistes. 

## Vie familiale
À sa naissance, le 18 août 1882, Eugène reçut le nom de sa mère Marie Eugénie Émilie Van Langhenhoven. Il porta le nom d'Eugène Théodore Émilie Van Langhenhoven jusqu'au mariage du couple en 1885. Après le mariage de Marie avec Jules Canneel son nom changea en Canneel.
Eugène Canneel se maria en 1913 avec Jeanne Claes. À cette époque, sa mère était déjà décédée. Un de leurs enfants était l'architecte de jardins Jean-Marie Canneel Claes. Il déménagea de nombreuses fois, mais en restant toujours dans les environs de Bruxelles.

## Parcours artistique

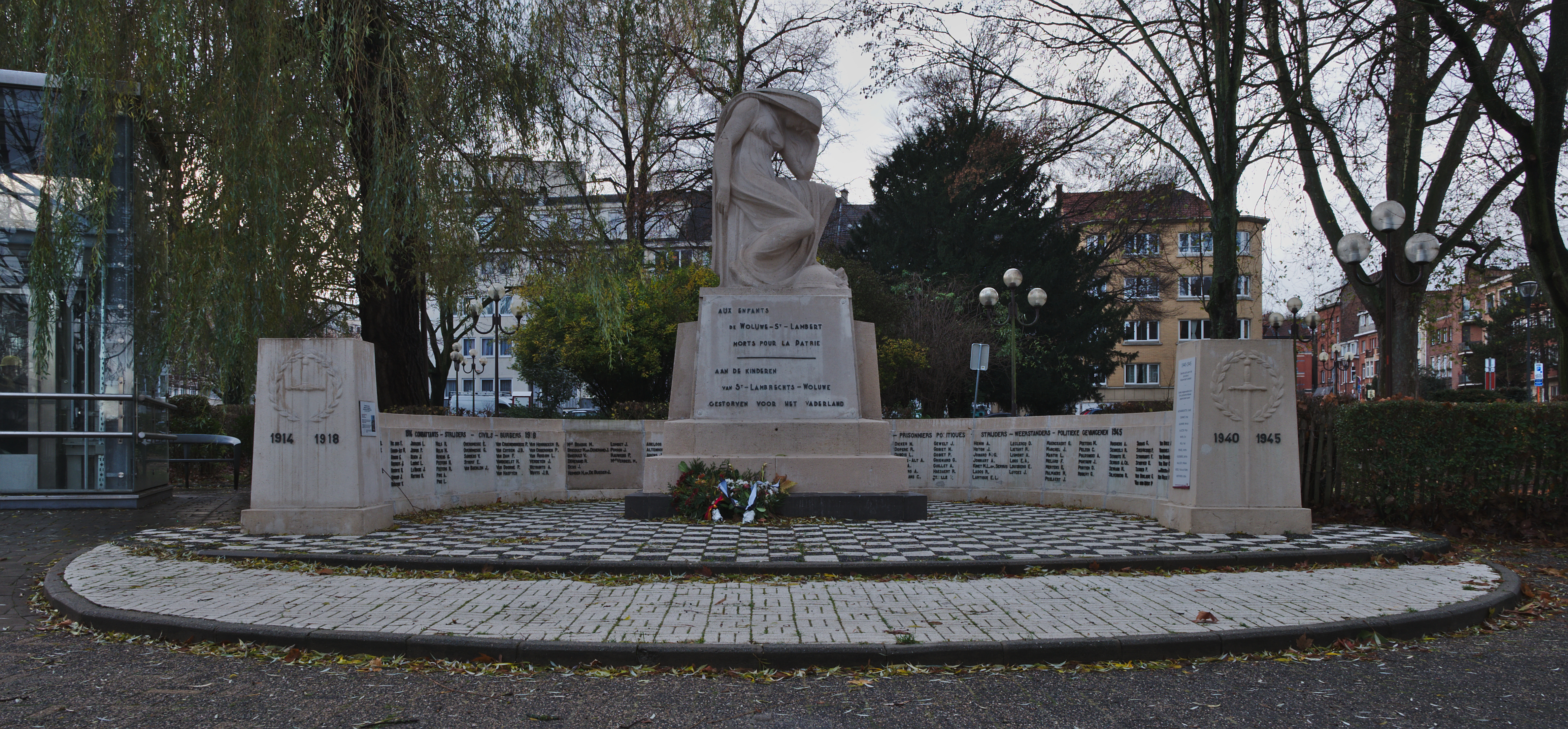
Monument aux enfants de Woluwe-Saint-Lambert morts pour la patrie par Eugène Canneel.

Eugène Canneel étudia auprès de l'Académie de Saint-Gilles et de l'Académie des Beaux Arts de Bruxelles. Parmi ses professeurs figurent notamment Alfred Cluysenaar, Alphonse de Tombay, Julien Dillens, Charles Van der Stappen et Victor Rousseau
Il exposa à de nombreuses reprises à Bruxelles, Anvers, Gand et Liège, mais également à Paris. En 1925, il participa à l'Exposition des arts décoratifs et y présenta Joie du printemps pour laquelle il fut médaillé.
Eugène Canneel fut entre autres membre du Cercle Artistique et Littéraire de Bruxelles et fut un des membres associés de la Société Nationale des Beaux-Arts de Paris. 
Outre la sculpture, Eugène Canneel fut également actif en création de médailles. Il illustra notamment une médaille en 1930 pour les 550 ans d'existence de la guilde des arbalétriers Saint-Georges de Bruxelles.